# Gästforskare
En gästforskare är en forskare som har bjudits in av ett svenskt universitet eller högskola att forska i Sverige. För att kunna gästforska ska personen antingen ha doktorerat eller vara behörig att påbörja en forskarutbildning. Den som har blivit antagen till en forskarutbildning eller anställd som forskare i Sverige är alltså inte en gästforskare även om Sverige inte är personens hemland.
Efter rapporter om dåliga löner, bristande anställningstrygghet och fullständigt beroende av sina svenska professorer har reglerna för mottagning av gästforskare skärpts. Enligt Migrationsverkets nuvarande regler ska ett mottagningsavtal upprättas mellan universitetet och gästforskaren för att forskaren ska få uppehållstillstånd. I avtalet bekräftas att gästforskaren har tillgång till medel för sitt uppehälle varje månad under vistelsen som är tillräckliga enligt Högskoleverkets krav. Kostnaderna för återresa ska också vara täckta och gästforskaren ska ha sjukförsäkring för vistelser som är kortare än ett år.
Anledningar för universitet och högskolor att bjuda in gästforskare kan vara att ge sin personal och sina doktorander möjligheten att arbeta tillsammans med framstående utländska forskare, att förbättra möjligheterna för forskningssamarbeten och att knyta kontakter mellan sin institution och andra institutioner och universitet utomlands.